# Audra McDonald
Audra McDonald, est une actrice et chanteuse américano-allemande, née le 3 juillet 1970 à Berlin (Allemagne).
Superstar de Broadway, elle est très populaire dans le domaine du théâtre et a été maintes fois récompensée lors de prestigieuses cérémonies. Elle est notamment lauréate de six Tony Awards (l'équivalent des Oscars pour le théâtre). 
À la télévision, elle est principalement connue pour avoir incarné le Docteur Naomi Bennett dans la série télévisée Private Practice, série dérivée de Grey's Anatomy (2007-2013). Et pour le rôle de Liz Lawrence dans The Good Fight (2018-), série dérivée de The Good Wife dans laquelle son personnage fut introduit.
Au cinéma, elle joue notamment dans l'adaptation en prise de vue réelle du classique d'animation des studios Disney, La Belle et la Bête, en 2017, un succès planétaire et le film musical le plus lucratif de tous les temps.

## Biographie

### Enfance et formation
Audra McDonald (née Audra Ann McDonald,) naît à Berlin en Allemagne, c'est la fille d'Anna Kathryn, administratrice d'université et de Stanley McDonald, directeur d'établissement secondaire. On lui diagnostique dès l'enfance, des troubles de l'hyperactivité (TDAH).
Peu de temps après sa naissance, son père reçoit son affectation dans l'armée des États-Unis. Elle est ensuite élevée à Fresno en Californie. Elle obtient son diplôme d'art à la Theodore Roosevelt High School (Los Angeles) (en),.
Elle intègre rapidement une compagnie de théâtre et se produit dans plusieurs spectacles. Elle suit des cours de chant lyrique et classique, lorsqu'elle est étudiante à l'institut universitaire privé du spectacle et de la musique, la Juilliard School de New York, de réputation internationale. Elle y obtient son baccalauréat universitaire (licence) en 1993,.

### Théâtre et musique

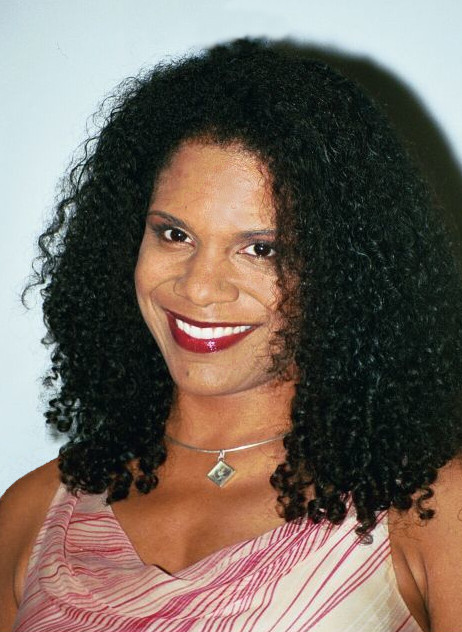
En 1998, à Washington.

En 1994, elle commence à jouer dans des pièces de théâtre et des comédies musicales à Broadway, remportant entre autres quatre Tony Awards durant les dix années suivantes.
À vingt-huit ans, elle a déjà reçu trois Tony Awards de la meilleure actrice, grâce à ses interprétations dans les pièces : Carousel, Ragtime et Porgy and Bess. Cette récompense est considérée comme l'équivalent pour l'art dramatique (y compris les comédies musicales) des Oscars pour le cinéma, des Emmys pour la télévision et des Grammys pour la musique aux États-Unis.
En 1998, elle sort son premier album en solo, avec le label Nonesuch Records, suivi de trois autres dans les années 2000, et participe à de nombreux enregistrements avec d'autres artistes.
En 2004, elle décroche son quatrième Tony Awards pour la pièce A Raisin in the Sun. Elle reprend ensuite son rôle pour une version télévisée, ce qui lui permet de décrocher une nomination à l'Emmy Awards de la meilleure actrice.
Grâce à sa formation classique, elle s'est produite à travers les États-Unis et a joué avec des ensembles musicaux tels que le New York Philharmonic et le Mormon Tabernacle Choir. Le 10 février 2007, Audra McDonald joue dans la pièce Rise and Fall avec Patti LuPone, réalisé par John Doyle. Elle remporte deux Grammy Awards en 2008. 

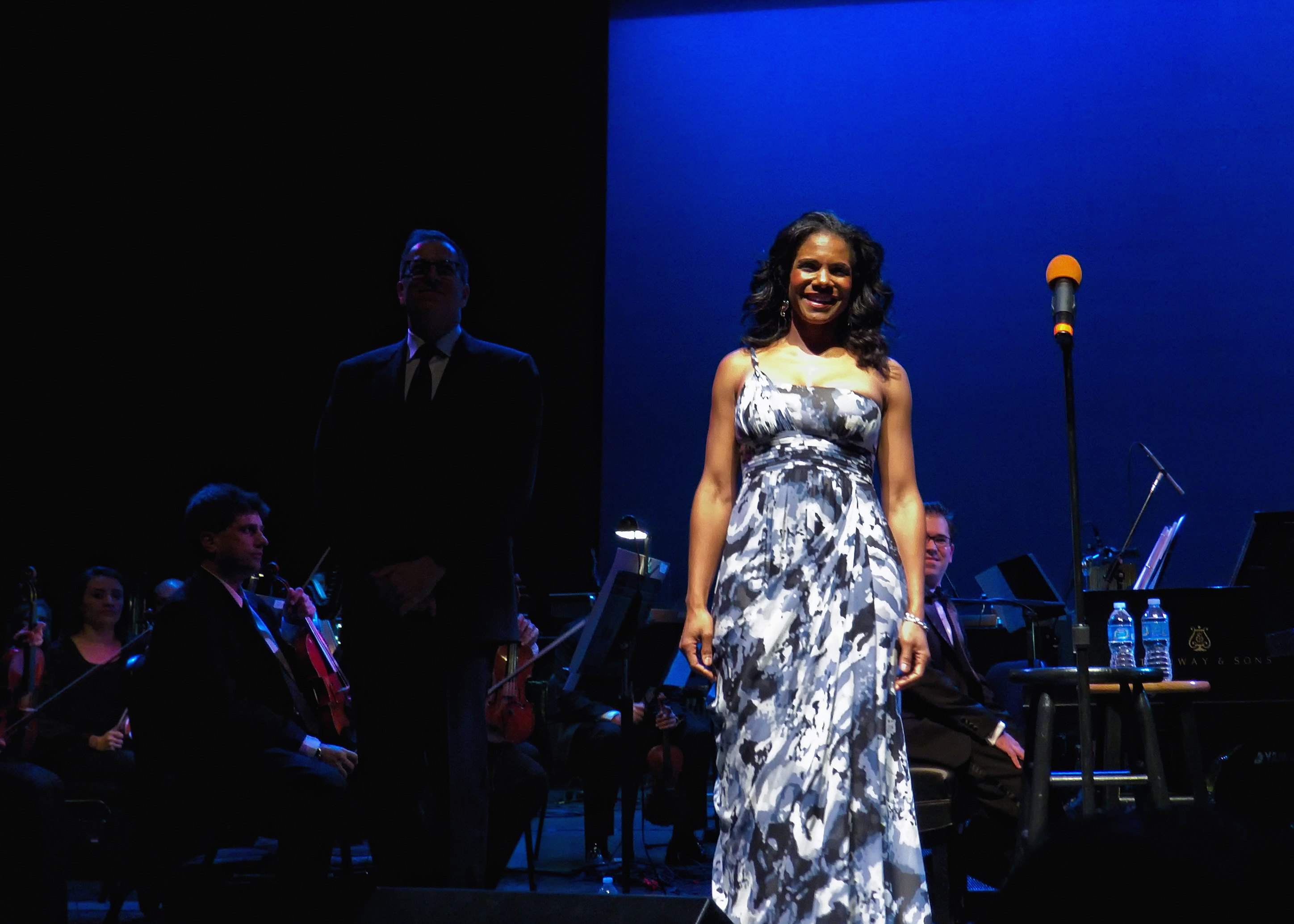
Audra McDonald au Wright Center, en 2011.

En 2012, elle remporte son cinquième Tony Award pour son interprétation de Bess dans l'opéra Porgy and Bess, égalant le record des actrices Angela Lansbury et Julie Harris, dans la catégorie des acteurs. En 2013, elle sort son cinquième album Go Back Home. Son interprétation du rôle de Billie Holiday dans Lady Day at Emerson's Bar and Grill, en 2014, lui vaut une sixième récompense. Elle devient la première actrice, qui plus est afro-américaine, à remporter la statuette pour les quatre catégories principales (Meilleure actrice dans une pièce ; Meilleure actrice dans une comédie musicale ; Meilleure actrice dans un second rôle dans une pièce et Meilleure actrice dans un second rôle dans une comédie musicale).

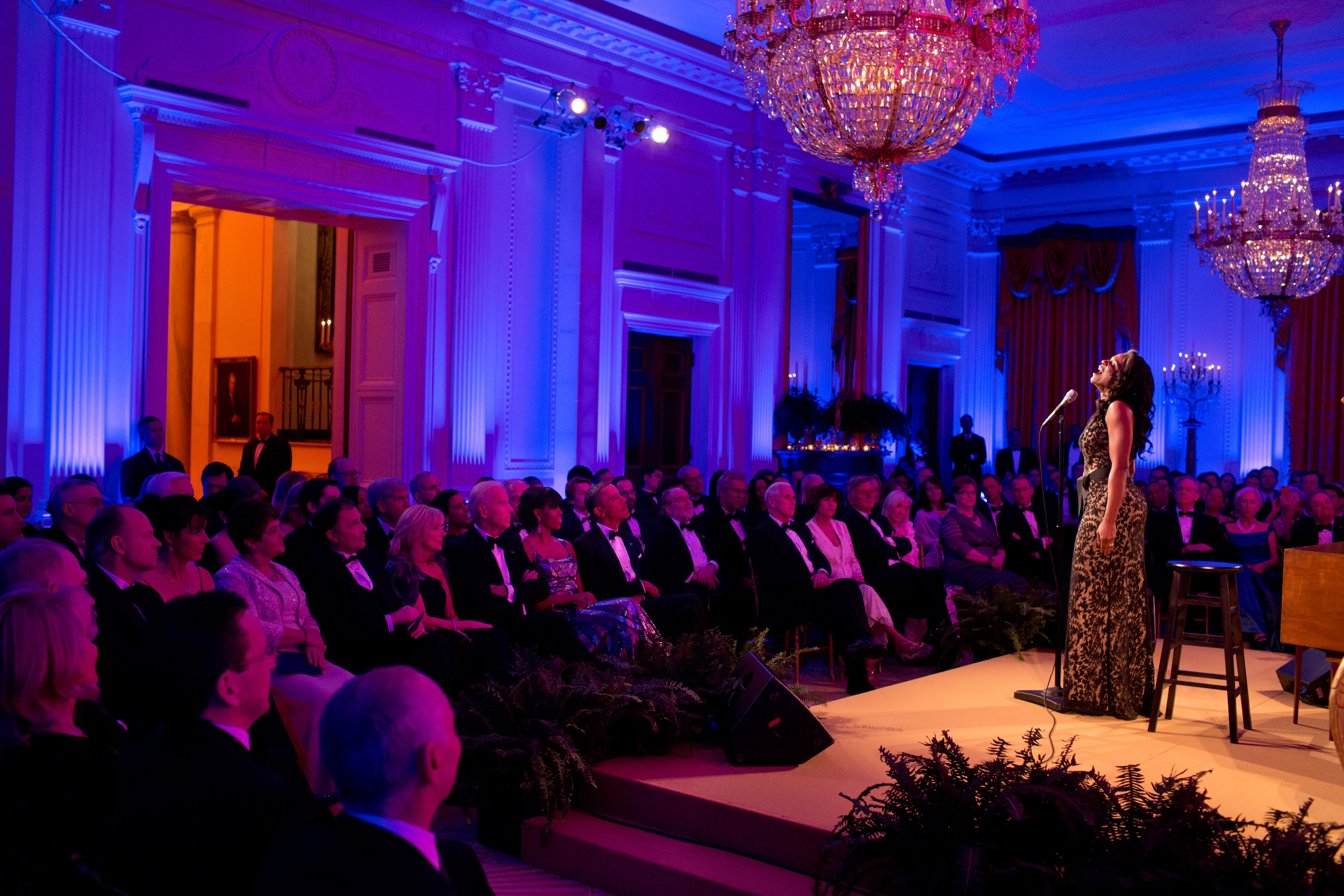
Audra McDonald à la Maison Blanche, en 2013, lors du dîner organisé par Barack Obama et Michelle Obama, qui réunit une grande majorité de gouverneurs.

Elle incarne, très souvent, des rôles initialement destinés à des actrices blanches, défiant la typographie raciale de ses personnages. L'actrice témoigne au New York Times : 

« Je refuse d'être stéréotypée. Si je crois que je suis faite pour un rôle, je fonce. Je refuse de dire non à moi-même. Je ne peux pas contrôler la décision des producteurs, mais je peux au moins les affronter. »

Détentrice d'un record de victoires aux Tony Awards, elle a, lors d'un de ses discours, remercié les actrices afro-américaines "fortes et courageuses" qui l'ont précédée, comme Lena Horne, Maya Angelou, Diahann Carroll, ou encore Ruby Dee et Billie Holiday qu'elle a déjà incarnée, notamment lors d'une émission de la chaîne de télévision HBO, en 2016. Cette même-année, elle est nommée pour l'Emmy Award de la Meilleure actrice dans un téléfilm ou une mini-série.
Elle annule sa participation à la pièce West End pour la naissance d'un de ses enfants, mais elle fait son retour sur les planches courant 2016, avec la pièce Shuffle Along, or, the Making of The Musical Sensation of 1921 and All That Followed. En 2017, elle reprend le rôle de Billie Holiday pour une série de représentations limitées à Londres. Cette même année, elle est intronisée au Theater Hall of Fame, l'équivalent du Walk of Fame (Hollywood) dédié aux pièces de théâtre et aux comédies musicales.
L'année suivante, elle donne un concert exceptionnel accompagnée par l'orchestre philharmonique de New York.
En 2019, elle fait son retour à Broadway comme vedette de la comédie musicale Frankie and Johnny in the Clair de Lune aux côtés de Michael Shannon.

### Cinéma et télévision
En 1996, elle tourne dans son premier film pour le cinéma. En 1999, elle commence à tourner pour la télévision, et sera nommée deux fois aux Emmy Award. En 2001, elle est nommée dans la catégorie Meilleure actrice dans un second rôle dans un téléfilm ou une mini-série pour le téléfilm Bel Esprit avec Emma Thompson et elle remporte le titre de meilleure actrice lors des Online Film & Television Association Award.

Elle apparaît également, en tant que guest star, dans de nombreuses séries télévisées Homicide (1999), New York, unité spéciale (2000) et Kidnapped (2006). 

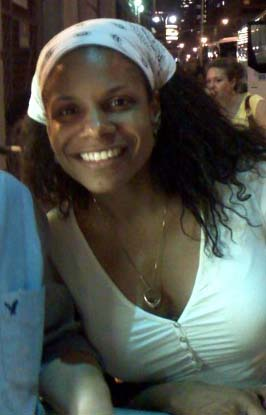
Audra McDonald, en 2007.

Après deux rôles récurrents dans les mini-séries télévisées Mister Sterling en 2003 et The Bedford Diaries en 2006, elle décroche en 2007 celui du docteur Naomi Bennett, l'un des rôles principaux de la série Private Practice sur la chaîne américaine ABC, série dérivée de la série Grey's Anatomy, qu'elle quitte à la fin de la quatrième saison en 2011. Elle remplace Merrin Dungey qui jouait initialement le personnage, notamment dans le pilote, mais qui a été congédiée car l'alchimie ne fonctionnait pas avec l'actrice principale, Kate Walsh. Grâce à ce rôle, Audra McDonald est nommée meilleure actrice dans une série dramatique lors des NAACP Image Awards.
Au cinéma, elle décroche un second rôle dans la comédie dramatique Une si belle famille avec Michael Douglas et Kirk Douglas, en 2003.
En 2011, elle fait partie du casting du drame Rampart aux côtés de Woody Harrelson et Robin Wright.
En 2015, elle rejoint Meryl Streep et sa fille, Mamie Gummer, pour la comédie Ricki and the Flash.
En 2017, elle rejoint Emma Watson pour le blockbuster musical et fantastique La Belle et la Bête, adaptation en prise de vue réelle du classique d'animation des studios Disney, La Belle et la Bête, sorti en 1991. Le film est un succès colossal lors de sa sortie en salles, réussissant à dépasser le milliard de recettes au box office,. Elle est également à l'affiche de l'adaptation sur grand écran de la comédie musicale Hello Again, présentée au Festival international du film de Toronto.
Elle fait ensuite son retour à la télévision en rejoignant la distribution récurrente de The Good Fight, à partir de la seconde saison. Il s'agit de la série dérivée de The Good Wife, elle reprend le rôle d'avocate qu'elle avait incarné durant un épisode de la saison 4 de la série mère. La série est ensuite renouvelée pour une troisième saison à laquelle McDonald prend part,,.
En 2020, au cinéma, elle accepte un rôle secondaire dans le film biographique centré sur Aretha Franklin, Respect, porté par l'interprétation de Jennifer Hudson. Elle y incarne Barbara Franklin.

### Vie privée
En 2000, elle épouse le bassiste Peter Donovan. Leur fille, Zoe Madeline Donovan, est née le 14 février 2001.
Divorcée en 2009, elle se remarie en octobre 2012 avec l'acteur américain Will Swenson, lui aussi vedette de Broadway, divorcé et déjà père de deux enfants. Elle annonce le 10 mai 2016 être enceinte de son second enfant. Le 19 octobre 2016, elle donne naissance à sa seconde fille, Sally James McDonald-Swenson,.

## Théâtre - Broadway
Sauf indication contraire ou complémentaire, les informations mentionnées dans cette section proviennent de la base de données IBDb.
- 1991 - 1994 : Le Jardin secret : Ayah
- 1994 - 1995 : Carousel (Tony Award) : Carrie Pipperidge
- 1995 : Something Wonderful
- 1997 : Master Class (Tony Award) : Sharon Graham
- 1998 - 2000 : Ragtime (en)  (Tony Award) : Sarah
- 1999 - 2000 : Marie Christine (en) : Marie Christine L'adresse
- 2000 - 2014 : Sweeney Todd : Le Diabolique Barbier de Fleet Street : Lucy
- 2001 : Dreamgirls : Deena Jones
- 2003 - 2005: Passion : Clara
- 2003 - 2004 : Henri IV : Lady Percy
- 2004 : A Raisin in the Sun (Tony Award) : Ruth Younger
- 2005 : Wonderful Town : Eileen
- 2005 : Escape: 6 Ways to Get Away
- 2005 : Children and Art
- 2006 : La voix humaine : chanteuse
- 2007 : 110 in the Shade (en): Lizzie Cruzy
- 2009 : La Nuit des rois : Olivia
- 2009 : Chance & Chemistry
- 2012 : The Gershwins' Porgy and Bess (Tony Award) : Bess
- 2012 : Barack on Broadway
- 2014 - 2016 : Lady Day at Emerson's Bar and Grill (Tony Award) : Billie Holiday (Circle in the Square Theatre)
- 2016 : Shuffle Along, or, the Making of The Musical Sensation of 1921 and All That Followed : Lottie Gee
- 2017 : Lady Day at Emerson's Bar and Grill : Billie Holiday (Wyndham's Theatre)
- 2019 : Frankie and Johnny in the Clair de Lune : Frankie

## Filmographie

### Cinéma

#### Court métrage
- 2009 : She Got Problems de Alison McDonald : Audra McDonald

#### Longs métrages
- 1996 : Seven Servants (en) de Stefan Jonas et Daryush Shokof : la chanteuse d'opéra
- 1998 : L'objet de mon affection (The Object of My Affection) de Nicholas Hytner : la chanteuse du mariage
- 1999 : Broadway, 39e rue (Cradle Will Rock) de Tim Robbins : Barbara Manning
- 2003 : Une si belle famille (It Runs in the Family) de Fred Schepisi : Sarah Langley
- 2004 : The Best Thief in the World (en)de Jacob Kornbluth : Ruth
- 2011 : Rampart de Oren Moverman : Sarah
- 2015 : Ricki and the Flash de Jonathan Demme : Maureen
- 2017 : La Belle et la Bête (Beauty and the Beast) de Bill Condon : Mme de Garderobe
- 2017 : Hello Again (en) de Tom Gustafson : Sally
- 2021 : Respect de Liesl Tommy : Barbara Siggers Franklin
- 2023 : Rustin de George C. Wolfe : Ella Baker

### Télévision

#### Séries télévisées
- 1999 : Homicide : Teresa Giardello (1 épisode)
- 2000 : New York, unité spéciale : Audrey Jackson (2 épisodes)
- 2003 : Mister Sterling : Jackie Brock (10 épisodes)
- 2005-2017 : Live from Lincoln Center : Clara (saison 30, épisode 1 et saison 42, épisode 5)
- 2006-2007 : Kidnapped : Jackie Hayes (3 épisodes)
- 2006 : The Bedford Diaries : Carla Bonatelle (8 épisodes)
- 2007-2013 : Private Practice : Naomi Bennett (77 épisodes)
- 2007 : Great Performances : Jenny Smith (1 épisode)
- 2009 : Grey's Anatomy : Naomi Bennett (épisode no 93)
- 2012-2013 : Sesame Street : Chicken (3 épisodes)
- 2013 : The Good Wife : Liz Lawrence, avocate (saison 4, épisode 16)
- 2013 : It Could Be Worse (Mini-série) : Sharon (1 épisode)
- depuis 2018 : The Good Fight : Liz Lawrence (principale depuis la saison 2 - en cours)
- 2018 - 2019 : BoJack Horseman : la mère supérieure (voix, 2 épisodes)
- 2021 : The Bite : Dr Rachel Boutella (6 épisodes)
- depuis 2022 : The Gilded Age : Dorothy Scott (rôle récurrent - en cours)

#### Téléfilms
- 1999 : Having Ouy Say : The Delany Sister's First 100 Years de Lynne Littman : Bessie
- 1999 : Annie de Rob Marshall : Miss Grace Farrell
- 2000 : The Last Debate de John Badham : Barbara Manning
- 2001 : Bel Esprit (Wit) de Mike Nichols : Susie Monahan
- 2003 : Partners and Crime de Thomas Carter : ?
- 2008 : A Raisin in the Sun (en) de Kenny Leon : Ruth Younger
- 2013 : The Sound of Music Live! de Rob Ashford (en) et Beth McCarthy-Miller : Maman Abbess
- 2013 : The Ordained de R.J. Cutler : Anthea
- 2016 : Lady Day at Emerson's Bar & Grill : Lady Day

## Discographie
Sauf indication contraire ou complémentaire, les informations mentionnées dans cette section proviennent de la base de données Discogs.

### En solo
Albums
- 1998 : Way Back to Paradise
- 2000 : How Glory Goes
- 2002 : Happy Songs
- 2006 : Build a Bridge
- 2013 : Go Back Home
- 2018 : New York Philharmonic - Sing Happy

Vidéo
- 2000 : Audra McDonald - Live at the Donmar London

Audio books
(en tant que lectrice)
- 1998 : By The Light of My Father's Smile (d'Alice Walker)
- 1999 : A Long Way From Home (de Connie Briscoe)
- 2003 : Second-Hand Man (de Rita Dove)

### Participations
Albums de comédies musicales
- 1994 : Carousel (par Michael Hayden, Richard Rodgers, Oscar Hammerstein II, Audra McDonald, et Shirley Verrett)
- 1996 : Songs from Ragtime - The Musical ("Concept Album" ; par Stephen Flaherty, Lynn Ahrens, Audra McDonald, Brian Stokes Mitchell)
- 1998 : Ragtime - The Musical ("Original Broadway Cast" ; par Stephen Flaherty, Lynn Ahrens, Audra McDonald, Brian Stokes Mitchell)
- 1998 : I Was Looking at the Ceiling and Then I Saw the Sky (par Welly Yang, Seppo Kantonen, Jari-Pekka Karvonen, Marin Mazzie, Darius de Haas, Audra McDonald, Michael McElroy, Angela Teek, Richard Muenz)
- 1999 : Wonderful Town (par Adolph Green, Betty Comden, Audra McDonald, Kim Criswell, Thomas Hampson)
- 1999 : Annie - Original Soundtrack (BO du téléfilm ; par Audra McDonald, Kathy Bates, Victor Garber Alicia Morton)
- 2000 : Marie Christine (par Audra McDonald, Anthony Crivello, Mary Testa, Vivian Reed, et Michael John LaChiusa)
- 2000 : Sweeney Todd - Live at the New York Philharmonic (par Patti LuPone, Audra McDonald, George Hearn, Paul Plishka)
- 2001 : Dreamgirls in Concert (par Henry Krieger, Audra McDonald, Brian Stokes Mitchell, Emily Skinner, et Darius de Haas)
- 2007 : 110 in the Shade  (par Audra McDonald, Steve Kazee, John Cullum, Harvey Schmidt, et Tom Jones)
- 2009 : Rodgers and Hammerstein's Allegro (par Audra McDonald et Patrick Wilson)
- 2012 : Porgy and Bess (par Audra McDonald, Norm Lewis, David Alan Grier, et George Gershwin)
- 2014 : Lady Day at Emerson's Bar & Grill (par Audra McDonald)

Albums avec divers artistes
- 1994 : William Schuman: The Mighty Casey; A Question of Taste
- 1996 : Leonard Bernstein's New York (par Dawn Upshaw, Judy Blazer, Mandy Patinkin, Audra McDonald, et Donna Murphy)
- 1996 : Dawn Upshaw Sings Rodgers & Hart (par Dawn Upshaw, Eric Stern, David Garrison, Audra McDonald)
- 1998 : George Gershwin - The 100th Birthday Celebration (par Michael Tilson Thomas, Audra McDonald, Brian Stokes Mitchell)
- 1998 : George & Ira Gershwin Standards & Gems (par Dawn Upshaw, Audra Mcdonald, Judy Blazer, John Pizzarelli)
- 1999 : Myths And Hymns (par Adam Guettel, Audra McDonald, Darius de Haas, Vivian Cherry, et Billy Porter)
- 2001 : Bright Eyed Joy: The Songs of Ricky Ian Gordon (par Ricky Ian Gordon, Eric Stern, Clay Ruede, Andrew Sterman, Peter Donovan, Grant Gershon, John Nauman, Adam Guettel, Audra McDonald, Dawn Upshaw, Todd Ellison)
- 2006 : The Wonder of Christmas par le Chœur du Tabernacle mormon (avec Bryn Terfel, Frederica von Stade, Audra McDonald, Angela Lansbury)
- 2006 : Jule Styne in Hollywood (par Kelli O'Hara, Sutton Foster, Audra McDonald, Leslie Uggams, et Klea Blackhurst)

Vidéos
- 2006 : Sondheim : The Birthday Concert (par Stephen Sondheim, Bernadette Peters, Mandy Patinkin, Audra McDonald...)
- 2005 : Christmas, with the Mormon Tabernacle Choir (...), Volume 2 (par le Chœur du Tabernacle mormon, Audra McDonald, et Peter Graves)
- 2005 : Bernstein - Wonderful Town (par Audra McDonald, Kim Criswell, Thomas Hampson, Wayne Marshall, Simon Rattle)
- 2006 : Leonard Bernstein's New York (par Mandy Patinkin, Dawn Upshaw, Donna Murphy, Judith Blazer, Audra McDonald, et Richard Muen)

## Distinctions
Note : Cette section récapitule les principales récompenses et nominations obtenues par Audra McDonald. Pour une liste plus complète, se référer aux sites IMDb et IBDb.

Le 22 septembre 2016, Audra McDonald a reçu la médaille nationale des arts par le président Barack Obama. Le titre honore l'ensemble de sa carrière et la remercie pour 

« avoir illuminé Broadway tant dans les comédies musicales, que les concerts, les opéras, les albums, sa voix riche et pleine d'âme qui emmène son public au sommet,. »

### Récompenses
- Drama Desk Awards 1994 : Meilleure actrice dans une comédie musicale pour Carousel
- Outer Critics Circle Award 1994 : Meilleure actrice dans une comédie musicale pour Carousel
- Theatre World Award 1994 : Award d'honneur
- Tony Awards 1994 : Meilleure actrice dans une comédie musicale pour Carousel
- Ovation Award 1996 : Meilleure actrice dans une pièce pour Master Class
- Tony Awards 1996 : Meilleure actrice dans une pièce pour Master Class
- Tony Awards 1998 : Meilleure actrice dans une comédie musicale pour Ragtime
- Broadway.com Audience Award 2004 : Meilleure actrice dans une pièce pour A Raisin in the Sun
- Drama Desk Awards 2004 : Meilleure actrice dans une pièce pour A Raisin in the Sun
- Outer Critics Circle Award 2004 : Meilleure actrice dans une pièce pour A Raisin in the Sun
- Tony Awards 2004 : Meilleure actrice dans une pièce pour A Raisin in the Sun
- Drama Desk Awards 2007 : Meilleure actrice dans une comédie musicale pour 110 in the Shade
- Outer Critics Circle Award 2007 : Meilleure actrice dans une comédie musicale pour 110 in the Shade
- Grammy Award 2009 :
  - Meilleur album classique pour Rise and Fall of the City of Mahagonny
  - Meilleur opéra pour Rise and Fall of the City of Mahagonny
- Online Film & Television Association Awards 2008 : Meilleure actrice dans un second rôle à la télévision pour A Raisin in the Sun
- Drama Desk Awards 2012 : Meilleure actrice dans une comédie musicale pour Porgy and Bess
- Outer Critics Circle Award 2012 : Meilleure actrice dans une comédie musicale pour Porgy and Bess
- Tony Awards 2012 : Meilleure actrice dans une comédie musicale pour Porgy and Bess
- Broadway.com Audience Award 2014 : Meilleure actrice dans une pièce pour Lady Day at Emerson's Bar and Grill
- Drama Desk Awards 2014 : Meilleure actrice dans une pièce pour Lady Day at Emerson's Bar and Grill
- Outer Critics Circle Award 2014 : Meilleure actrice dans une pièce pour Lady Day at Emerson's Bar and Grill
- Tony Awards 2014 : Meilleure actrice dans une pièce pour Lady Day at Emerson's Bar and Grill
- Emmy Awards 2015 : Meilleure programme classique pour Sweeney Todd
- Theatre Hall of Fame 2017 : Contribution au milieu du théâtre (pièces et comédies musicales)

### Nominations
- Drama League Award 1998 : Meilleure interprétation féminine pour Ragtime
- Outer Critics Circle Award 1998 : Meilleure actrice dans une comédie musicale pour Ragtime
- Drama Desk Award 2000 : Meilleure actrice dans une comédie musicale pour Marie Christine
- Tony Awards 2000 : Meilleure actrice dans une comédie musicale pour Marie Christine
- Emmy Awards 2001 : Meilleure actrice dans un second rôle dans une mini série ou un téléfilm pour Wit
- Online Film & Television Association Awards 2001 : Meilleure actrice dans un second rôle à la télévision pour Wit
- Drama League Award 2004 : Meilleure interprétation féminine pour A Raisin in the Sun
- Tony Awards 2007 : Meilleure actrice dans une comédie musicale pour 110 in the Shade
- Emmy Awards 2008 : Meilleure actrice dans une mini série ou un téléfilm pour A Raisin in the Sun
- NAACP Image Awards 2008 :  
  - Meilleure actrice dans un téléfilm ou une mini série pour A Raisin in the Sun
  - Meilleure actrice dans une série télévisée dramatique pour Private Practice
- NAACP Image Awards 2009 : Meilleure actrice dans une série télévisée dramatique pour Private Practice
- NAACP Image Awards 2010 : Meilleure actrice dans une série télévisée dramatique pour Private Practice
- Black Reel Awards 2013 : Meilleure actrice dans un second rôle pour The Sound of Music Live!
- Emmy Awards 2013 : Meilleure programme classique pour Carousel
- Grammy Award 2013 : Meilleure album de théâtre pour Porgy and Bess
- Emmy Awards 2015 : Meilleure programme classique pour Sweeney Todd
- Emmy Awards 2016 : Meilleure actrice dans une mini série ou un téléfilm pour Lady Day at Emerson's Bar and Grill
- Screen Actors Guild Awards 2016 : Meilleure actrice dans un téléfilm ou une mini série pour Lady Day at Emerson's Bar and Grill
- 20e cérémonie des Satellite Awards 2016 : Meilleure actrice dans un téléfilm ou une mini série pour Lady Day at Emerson's Bar and Grill
- Black Reel Awards 2017 : Meilleure actrice dans un téléfilm ou une mini série pour Lady Day at Emerson's Bar and Grill
- Image Awards 2017 : Meilleure actrice dans un téléfilm ou une mini série dramatique pour Lady Day at Emerson's Bar and Grill
- NAACP Image Awards 2018 : meilleure actrice dans un second rôle pour La Belle et La Bête
- Critics' Choice Television Awards 2020 : meilleure actrice dans un second rôle dans une série télévisée dramatique pour The Good Fight